# Moulin Mišić à Kučevo
Le moulin Mišić à Kučevo (en serbe cyrillique : Воденица Мишића у Кучеву ; en serbe latin : Vodenica Mišića u Kučevu) est un moulin à eau situé à Kučevo, dans le district de Braničevo, en Serbie. Il est inscrit sur la liste des monuments culturels protégés de la république de Serbie (identifiant no SK 709).

## Présentation
Le moulin est situé à proximité du centre ville et constitue un exemple rare de ce type de construction à l'intérieur d'une structure urbaine. Il a été bâti dans la première moitié du XIXe siècle et est complètement préservé. Il fonctionne grâce aux eaux de la rivière Pek, un affluent du Danube, qui passe par un canal long de 2 km.
Construit sur un plan qui suit la lettre cyrillique « Г », il mesure 12,25 m sur 8,90 ; il est constitué d'un simple rez-de-chaussée. À côté du canal, les fondations sont en pierres concassées tandis que la partie située au-dessus du canal s'appuie sur des piliers en bois. L'espace intérieur est divisé entre le moulin proprement dit et une pièce pour le logement du meunier. Les murs du moulin sont constitués de planches de chêne superposées et enfoncées dans les rainures de piliers de chêne. Les murs du logement du meunier sont construits selon la technique des colombages avec un remplissage composite en chêne ; à l'extérieur comme à l'intérieur, ces murs sont enduits de mortier et blanchis. Le toit, de structure complexe, est recouvert de tuiles.
À proximité du moulin se trouve un barrage avec cinq ouvertures à travers lesquelles l'eau s'écoule dans des rainures puis tombe sur les lames de treuils actionnant des meules. Dans le moulin se trouvent cinq meules alignées sur le mur est, chacune fonctionnant individuellement grâce à son propre mécanisme.